# آن وولف (أستاذة جامعية)
آن وولف (بالسويدية: Ann Wolff)‏ هي فنانة زجاجية ‏ ورسامة سويدية، ولدت في 26 فبراير 1937 في لوبيك في ألمانيا.